# Andosins
Les Andosins (Λνδοσίνους en grec ancien) étaient un peuple pré-romain de la péninsule Ibérique habitant entre l'Èbre et les Pyrénées mais que l'historiographie a traditionnellement situé en Andorre bien que leur situation exacte ne soit pas connue. Les Andosins sont cités uniquement par l'historien grec Polybe, qui signale leur opposition à la marche du général carthaginois Hannibal Barca au travers des Pyrénées lors de la deuxième guerre punique (218 av. J.-C.). Aucun autre élément n'est connu sur eux avec certitude. 
Il semble s'agir d'un peuple de langue bascoïde habitant de longue date l'Andorre au vu de la continuité apparente entre les sites archéologiques de l'âge du bronze et ceux contemporains de la marche d'Hannibal. Ces mêmes sites nous montrent que, sans être isolés, les Andosins sont restés à l'écart du processus d'ibérisation à l'œuvre en Catalogne. En revanche leur culture ne va pas résister à l'influence romaine qui s'étendra à la suite de la victoire de ces derniers sur les Carthaginois.

## Sources littéraires

### Description des sources

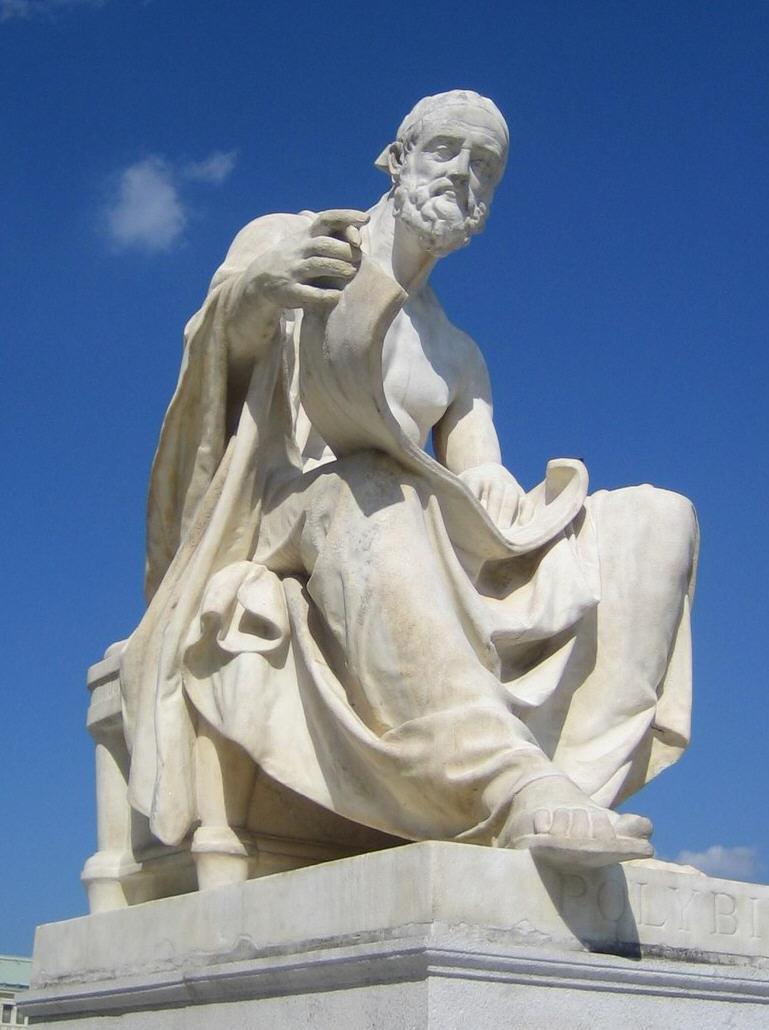
Statue de l'historien Polybe

L'unique auteur à les mentionner est l'historien grec Polybe (Histoires, III) qui décrit la résistance rencontrée par le général carthaginois Hannibal Barca au cours de sa traversée des Pyrénées en 218 av. J.-C.. Les Andosins font partie d'après Polybe des peuples autochtones qu'Hannibal soumet après avoir franchi l'Èbre. Il convient de noter que l'ouvrage est rédigé plus de 70 ans après le passage d'Hannibal sur les bases du voyage de son auteur à travers l'Espagne ce qui peut faire remettre partiellement en cause la fiabilité du propos.
L'historien romain Tite-Live (Ier siècle av. J.-C.) décrit lui aussi cette traversée pyrénéenne d'Hannibal, citant également les Ibergètes et les Bargusiens mais sans faire mention des Andosins. D'autres auteurs romains ont traité de la Catalogne au moment de la deuxième guerre punique, mais encore une fois sans mention des Andosins : Silius Italicus (Punica), Avienus (Ora maritima) et Étienne de Byzance (Ethniques).
Il a été évoqué[Par qui ?] que les Andelonenses (ou Andelogenses) mentionnés par Pline l'Ancien au cours du Ier siècle dans son Histoire naturelle lors d'une énumération des peuples de la Tarraconaise soient les Andosins de Polybe. La possibilité est d'autant plus à considérer que le cadre géographique est cohérent avec cette hypothèse puisque cette province romaine est limitée par l'Èbre au sud et les Pyrénées au nord. Néanmoins les Andelonenses sont habituellement rattachés à la municipalité d'Andosilla ou à la ville romaine d'Andelos, toutes deux situées en Navarre[réf. nécessaire].

### Analyse du texte de Polybe

#### Contexte historique

Peuples ibères et zone d'influence carthaginoise au moment de la seconde guerre punique.

À la suite de la première guerre punique, la famille des Barcides cherche à étendre la domination carthaginoise au sein de la péninsule ibérique compenser la perte de la Sicile et de la Sardaigne. 
Cette expansion débute en 237 av. J.-C. sous l’influence de Hamilcar puis de son fils Hasdrubal. En l’espace d’une quinzaine d’années par conquête ou par alliance avec les peuples indigènes, Carthage va s’emparer d’une grande partie de l’Hispanie. Rome signe alors en 226 av. J.-C. un traité avec Hasdrubal séparant les zones d’influence entre les deux civilisations et fixant le cours de l’Èbre comme frontière. 
En 219 av. J.-C., Hannibal, frère de Hasdrubal, rompt l’accord, déclenchant ainsi la deuxième guerre punique. C’est dans le cadre de ce conflit que s’inscrit sa marche au travers des Pyrénées l’année suivante, relatée par Polybe, avec pour but de porter la guerre en Italie.

#### Localisation des Andosins
Le passage des Histoires de Polybe mentionnant les Andosins ne donne pas d'information précise quant à leur localisation et le seul fait connu avec certitude les concernant est qu'ils se soient opposés à Hannibal. 
Les peuples ibères habitant sur le littoral (Cessetani, Ilercavons, Indigetes) ne sont pas mentionnés dans le texte, ce qui suggère que le passage des troupes d'Hannibal s'est fait par l'intérieur des terres, loin de la flotte romaine et de ses alliés grecs (colonie d'Empúries),. Les Andosins auraient ainsi habité à distance du littoral.
L'implantation des Ilergètes est bien connue et leur nom est à rattacher au toponyme Lleida. De la même manière, l'ethnonyme « Bargusiens » pourrait l'être à Berga et « Erénésiens » au val d'Aran. En procédant par homophonie, le toponyme actuel qui serait rattaché aux Andosins serait Andorre,. La relation entre l'ethnonyme « Andosins » et le toponyme Andorre n'est toutefois pas certaine.
Au vu de la situation géographique de ces différents toponymes, il semble que les peuples aient été ordonnés par Polybe selon leur lieu d'habitation, du sud vers le nord. Les Andosins seraient donc un peuple plus septentrional que les Ilergètes et les Bargusiens donc probablement pyrénéen. 
Sur l'ensemble de ces arguments, l'historiographie a traditionnellement considéré les Andosins comme les habitants des vallées d'Andorre au moment du passage d'Hannibal par les Pyrénées (IIIe siècle av. J.-C.),.

#### Organisation sociale
Polybe ne s'attache pas à la description du mode de vie des Andosins mais l'utilisation par celui-ci du  terme « εθνος » (ethnos) donne toutefois une information sur la structure sociale des Andosins. En grec ancien ce terme s'applique aux communautés dont les liens ne reposent pas sur un pouvoir politique mais sur des affinités plus vagues et donc plus à même de changer.
Notons également que l'absence de nouvelle mention ultérieure des Andosins dans les sources antiques (au contraire de leurs voisins Bargusiens), fait plutôt considérer ces derniers comme une petite communauté siégeant sur un territoire peu étendu, renforçant par là même leur identification aux vallées d'Andorre.

## Sources archéologiques

### Au moment de la marche d'Hannibal
Au vu des sources littéraires on peut considérer les Andosins comme les habitants des vallées d'Andorre au cours du IIIe siècle av. J.-C. Ces dernières ne nous donnent que très peu d'informations les concernant et il faut donc se tourner vers l'archéologie pour obtenir des détails supplémentaires.
Les deux principaux sites archéologiques andorrans datant de cette période sont le Roc de l'Oral à Villa et la Sot Gran de l'Antuix à Engordany. Le site du Roc de l'Oral a été occupée de la fin de l'âge du bronze jusqu'au Ier siècle, et celui d'Antuix entre le IIe siècle av. J.-C. et le Ier siècle av. J.-C.. Ces deux sites présentent des caractéristiques topographiques identiques et semblent avoir été choisis dans une optique défensive, témoignant d'un contexte social agité.
Les objets retrouvés à ces deux emplacements sont relativement concordants. L'étude des céramiques apporte des renseignements particulièrement intéressants. Dans les deux cas le grande majorité des céramiques retrouvées sont de type « autochtone » et faites à la main,,, ce qui témoigne d'une continuité forte avec les sites antérieurs de l'âge du bronze. Il semble donc que l'origine des Andosins soit ancienne et qu'ils peuplent la principauté de manière continue depuis au moins l'age du bronze.
Au milieu de ces céramiques « autochtones » ont également été exhumés des fragments, nettement moins nombreux, de céramique importée typiquement ibérique,. Ainsi, de la céramique tournée est présente sur les deux sites tandis que de la céramique grise a été retrouvée au Roc de l'Oral,. Enfin ce dernier site recelait un bord de calathos peint d'origine grecque. 
Outre les céramiques, des objets de bronze ont été retrouvés sur les deux sites : une pointe et une fibule à Antuix ; une amulette en forme de pied (identique à une autre retrouvée à Empúries) et un bracelet décoré au Roc de l'Oral.
En synthèse les objets retrouvés témoignent essentiellement d'une certaine continuité entre les sites archéologiques contemporains de la seconde guerre punique et ceux antérieurs datant de l'âge de bronze. Ainsi, les occupants de ces sites sont probablement issus d'un peuplement pyrénéen et seraient restés relativement à l'écart de l'influence ibérique. Toutefois il n'est pas possible de parler d'isolement. La présence d'objets importés montre ainsi l'existence de contacts commerciaux avec les peuples installés sur le littoral.

### Devenir des Andosins
L'abandon de la Sot Gran de l'Antuix et du Roc de l'Oral au début de notre ère nécessite de se tourner vers d'autres sites archéologiques pour étudier le devenir des Andosins au décours de la seconde guerre punique, c'est-à-dire au moment où l'influence romaine commence à s'étendre sur la péninsule ibérique. L'abandon de ces deux emplacements nous donne néanmoins des informations sur le contexte de l'époque.  Il convient de se rappeler que ces deux sites étaient situés en hauteur et à vocation défensive. Leur délaissement évoque donc un apaisement politique et social, contemporain du développement de l'empire romain. Ce dernier aurait donc eu un effet de stabilisation dans la région.
Le site archéologique qui illustre le mieux la période suivant la seconde guerre punique est le Roc d'Enclar (Santa Coloma). Il s'agit d'un promontoire rocheux situé à une altitude de 1 225 m surplombant la plaine centrale de l'Andorre. Plusieurs phases d'occupation ont été mises au jour sur ce site,, mais les phases antiques et tardo-antiques sont les plus importantes pour appréhender le devenir des Andosins.
Alors que les habitants des vallées d'Andorre étaient restés relativement en marge du processus d'ibérisation, la romanisation de la Catalogne et des Pyrénées va mener à une disparition de la culture autochtone. Il semble toutefois que la romanisation ait été relativement tardive, les romains n'attachant au début que peu d'importance au territoire de l'Andorre. 
Le site du Roc d'Enclar nous livre des preuves évidentes de cette romanisation.  Ainsi il n'est plus ici question de céramique autochtone mais de tessons très polymorphes dont les caractéristiques sont pour certaines évocatrices des productions de la Narbonaise,. Des monnaies romaines datées du IIIe siècle au Ve siècle ont été mises au jour,. Le Roc d'Enclar a été pendant un temps un site de vinification dont l'importance témoigne d'une bonne insertion commerciale dans l'empire romain,. 
L'occupation du Roc d'Enclar se poursuit bien au-delà de l'antiquité tardive, au moment de l'invasion wisigothique puis pendant l'ensemble du Moyen Âge, sans résurgence de la culture autochtone. La précocité de la construction de l'église Sant Vicenç d'Enclar tout comme la construction d'un château contal, montre d'ailleurs la bonne insertion par la suite de l'Andorre dans la vie culturelle et politique du haut Moyen-Âge.

## Apport de la toponymie

Répartition des langues dans les Pyrénées en 300 av.J.-C. avec en vert la zone de langue bascoïde.

La toponymie andorrane comporte un important substrat pré-romain bascoïde comme l'a souligné le linguiste catalan Joan Coromines,. On pourra citer pour étayer ce propos quelques noms de villes andorranes d'origine bascoïde : Arans, Arinsal, Bixessarri.
Il est donc très probable que les habitants des vallées d'Andorre avant leur romanisation, c'est-à-dire les Andosins, aient parlé une langue de la famille du basque dont l'usage a même pu survivre à la romanisation et ce éventuellement jusqu'au haut Moyen Âge,. 
L'absence de traces écrites dans les sites archéologiques datant de l'Antiquité en Andorre ne nous permet pas de confirmer cette hypothèse.